# Rachel Wallader
Rachel Wallader (* 1. September 1989 in Stourbridge) ist eine britische Kugelstoßerin.

## Sportliche Laufbahn
Erste Erfahrungen bei internationalen Wettkämpfen sammelte Rachel Wallader bei den Commonwealth Games 2014 in Glasgow, bei denen sie mit 16,83 m den vierten Platz belegte. 2016 nahm sie an den Europameisterschaften in Amsterdam teil und belegte dort mit 16,06 m im Finale den zwölften Platz. Bei den Halleneuropameisterschaften 2017 in Belgrad schied sie hingegen mit 17,35 m in der Qualifikation aus, wie auch bei den Weltmeisterschaften in London, bei denen 16,81 m nicht für einen Finaleinzug reichten. 2018 nahm sie erneut an den Commonwealth Games im australischen Gold Coast teil und wurde dort mit 17,48 m Sechste.
2013 sowie von 2015 bis 2017 wurde Wallader britische Meisterin im Kugelstoßen im Freien sowie 2013 und 2014 und von 2016 bis 2018 auch in der Halle. Sie absolvierte Studien an der Bishop Grosseteste University und am University College Birmingham. 2010 wurde sie wegen eines Dopingvergehens für zehn Monate gesperrt. Diese Sperre wurde jedoch nach vier Monaten ausgesetzt.

## Persönliche Bestleistungen
- Kugelstoßen: 17,53 m, 4. Juni 2016 in Swansea
  - Kugelstoßen (Halle): 17,45 m, 17. Februar 2018 in Birmingham